# ジェームス・タッカー
ジェームス・タッカー（James Tucker、1994年8月5日 - ）は、ニュージーランド出身のラグビーユニオン選手。

## 経歴
ニュージーランドのクライストチャーチ生まれ。セント・ビーズ・カレッジ高校（St Bede's College）では、ラグビーだけでなく、クリケットのU19ニュージーランド代表としても活躍した。
高校卒業後、ワイカトのハミルトン・マリスト（Hamilton Marist RFC）に加入。
2014年、U20ニュージーランド代表としてIRBジュニア世界選手権（現・ワールドラグビーU20チャンピオンシップ）に出場した。
2015年、ITMカップ（現・ナショナル・プロヴィンシャル・チャンピオンシップ、NPC）のワイカト代表として9回プレーし、ワイカトはランファーリー・シールドを獲得。
2015年に、チーフスの育成チームに加入。チーフスとしてリザーブ出場を4回果たした。
2017年、チーフスのフルメンバーに指名された。
北半球の2017-18シーズンには、イタリアのゼブレ・パルマに加入。
2018-19シーズンには、ジャパンラグビートップリーグの東芝ブレイブルーパスに加入、7試合出場した。
2021年、オーストラリアのブランビーズに所属。
2022年から2023年まで、ニュージーランドのブルーズ に所属。
2023年から2024年まで、ニュージーランドのハリケーンズに所属。
2024年12月24日、ジャパンラグビーリーグワンDIVISION3（3部）のヤクルトレビンズ戸田への加入を発表した。2025年5月、退団。